# 僵尸斯塔布斯
僵尸斯塔布斯》是由Wideload Games开发并由Aspyr Media發行的僵尸類第三人称动作游戏。它于2005年10月18日在Xbox上发布，并于同年11月在Microsoft Windows和Mac OS X上發佈。游戏于2006年2月10日在欧洲发行。该游戏于2007年5月17日在Steam上發佈，后来又下架。它于2008年5月19日在微軟的Xbox Live Marketplace上架，但由于技术问题于2012年底又再次下架。
2021年3月16日，该游戏的重制版在Steam、PlayStation 4、PlayStation 5、任天堂Switch 、Xbox One和Xbox Series X/S上發佈。